# Libellula irrorata
Libellula irrorata är en trollsländeart som beskrevs av Lichtenstein 1796. Libellula irrorata ingår i släktet Libellula och familjen segeltrollsländor. Inga underarter finns listade i Catalogue of Life.